# Szintasta (régészeti lelőhely)
Koordináták: é. sz. 52° 29′ 32″, k. h. 60° 10′ 41″52.492083°N 60.177956°E
A Szintasta bronzkori régészeti lelőhely az Andronovói kultúracsalád Szintasta kultúrájának névadó régészeti lelőhelye a Szintasta folyó bal partján, Oroszország cseljabinszki területén. A területen i. e. 1500 körüli hat kurgánt tártak fel, amelyek a Rigvédában leírt temetési szertartásra nagyon hasonlítottak. Ezen és más adatok alapján a lelőhelyet az indoiráni népek őseinek tulajdonítják. 

## Temetkezés
A területen 6 kurgánt tártak fel. 40 temetkezés ezekben régebbi volt a nagy kurgánnál, amelyekben 60-65 eltemetett halottat találtak. A testeket nagyméretű sírgödörben, deszkából ácsolt sírkamrában helyezték el, egyesétől ötöséig. A testek egy részét deszkából készült emelvényre helyezték. Előfordult, hogy a másutt elenyészett test csontjait helyezték csak el puha textíliába csavarva. A kamrák tetejét deszkával fedték be. A mellékletek gazdag állataáldozatról tanúskodtak, főleg lóról és juhról, de kecskét és kutyát is találtak, nagyon ritkán pedig vaddisznócsontot. A lovak között volt teljes lócsontváz és részleges – koponya és végtagcsontok – is. A csontok egy részét a sírkamrákban helyezték el, másokat a sírgödör feltöltésében használtak, ismét másokat a sírhalom tetején helyeztek el, vagy a halotti tor tűzhelyén, illetve külön áldozati gödrökben. Az áldozati gödrökben ló-, bika- és juhkoponyákat találtak, közöttük halomba rakták az egyéb csontokat. Volt olyan sír, amelyben egymagában 7 teljes lócsontvázat találtak. Egyes sírokban megmaradt az eltemetett harcikocsik elenyészett kerekének nyoma. A sírgödör feltöltése után a tetején gerendákból és szalmákból hatalmas tüzet raktak, amelyeknek maradványa 4-5 cm-es rétegben maradt vissza. Ezt befedték sárga agyaggal, majd ezen újabb nagy tüzet raktak gerendákból és szalmából, hogy az agyag vörösre égett. 
V. F. Gening a Rigvédában leírt szertartások és az itt talált temetkezések között sok hasonlóságot talált a sírkamra építésének módjától a gerenda- és szalmarétegig. Ezen és sok egyéb adat alapján úgy látta, hogy az indoárja népek egészen az i. e. 2. évezred végéig Közép-Ázsiában éltek. 